# فیلیپ گلنیستر
فیلیپ گلنیستر (انگلیسی: Philip Glenister؛ زادهٔ ۱۰ فوریهٔ ۱۹۶۳) یک هنرپیشه اهل بریتانیا است.
از فیلم‌ها یا برنامه‌های تلویزیونی که وی در آن نقش داشته است، می‌توان به برژراک، وضعیت فعلی، قلمرو بهشت، بل آمی، غریبه‌ای دراز و سیاه را ملاقات خواهی کرد، سه‌شنبه، افسانه‌های واهی، پنهان، بایرون، دختران تقویم و رانده‌شده اشاره کرد.